# Bezirk Küssnacht
Bezirk Küssnacht är ett av de sex distrikten i kantonen Schwyz i Schweiz. Det ligger mellan Vierwaldstättersjön och Zugsjön.
Distriktet har cirka 13 000 invånare.
Distriktet består av en kommun, Küssnacht.